# Controne
Controne là một đô thị (comune) thuộc tỉnh Salerno trong vùng Campania của Ý. Controne có diện tích 7 km2, dân số là 924 người (thời điểm năm 2004).